# Volkssturm
Il Volkssturm ([ˈfɔlks.ʃtʊɐ̯m] - dal tedesco, letteralmente: "assalto del popolo", significando: "truppe d'assalto popolari") fu una milizia popolare nazionalsocialista, creata negli ultimi mesi del Terzo Reich con decreto di Adolf Hitler del 18 ottobre 1944, che richiamava sotto le armi tutti gli uomini abili tra i 16 e i 60 anni d'età. Le formazioni Volkssturm, estrema risorsa per cambiare le sorti del conflitto, furono integrate nei piani di difesa della Germania per far fronte alle avanzate dell'Armata Rossa da est e di quella anglo-americana da sud e da ovest.

## Storia

### Creazione

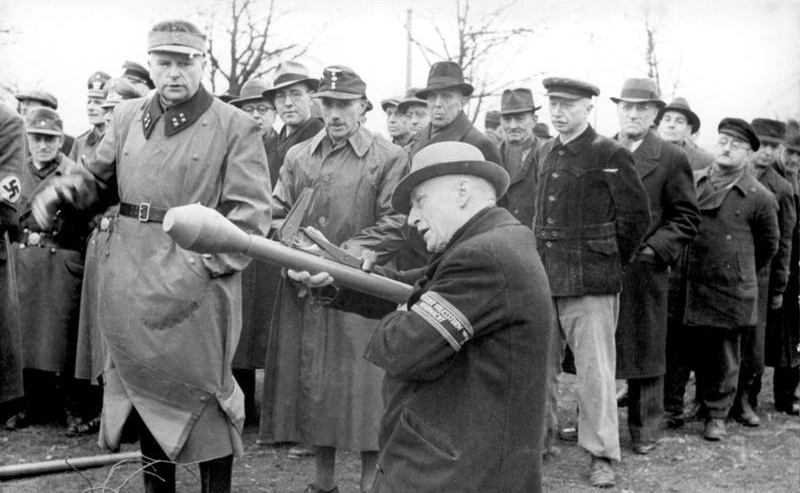
Soprattutto gli anziani vennero richiamati per l'estrema difesa del Terzo Reich.

L'idea di creare il Volkssturm si ebbe fin dal 1935, ma fu resa realtà solo nel 1944, quando Martin Bormann, sotto l'ordine diretto di Hitler, reclutò ben sei milioni di tedeschi per formare una milizia nazionale. 
Nell'autunno 1944, dal momento che la guerra stava volgendo a sfavore della Germania, il capo di stato maggiore generale Heinz Guderian propose la creazione di un Landsturm sotto il controllo della Wehrmacht. Martin Bormann riuscì a convincere Hitler ad affidare la gestione della milizia al partito anziché alle forze armate. 
L'unità base del Volkssturm era il battaglione di 642 uomini, composti per la maggior parte da membri della Hitlerjugend, anziani, invalidi e persone considerate precedentemente riformate dal regolare servizio militare. Il reclutamento era a livello provinciale (i battaglioni venivano formati negli stessi Landkreis).
Si distinse per la difesa di Breslavia dove gli scontri durarono dal 14 febbraio al 6 maggio 1945. Durante gli ultimi mesi del conflitto, il Volkssturm passò sotto il comando del dottor Joseph Goebbels, che ricevette quindi l'incarico di organizzare la difesa di Berlino con 20 battaglioni formati e altri 20 battaglioni in via di formazione.

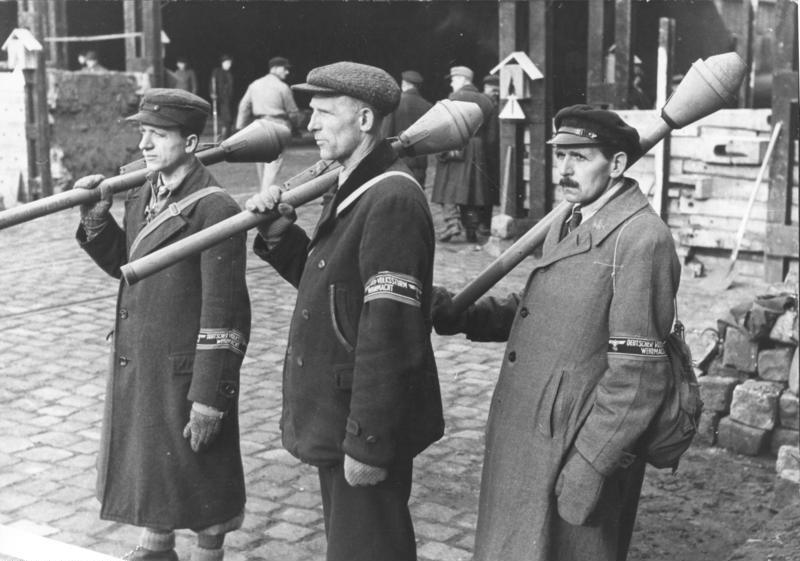
Tre soldati del Volkssturm fotografati il 10 marzo 1945 a Berlino. I tre uomini sono armati con lanciagranate controcarri Panzerfaust.

## Ranghi, uniforme, distintivi e armi
| Distintivo di grado del Deutscher Volkssturm Wehrmacht | Grado del Deutscher Volkssturm Wehrmacht           | Corrispondenza con grado della Wehrmacht-Heer | Corrispondenza con grado-funzione del NS-DAP                                                       |
| ------------------------------------------------------ | -------------------------------------------------- | --------------------------------------------- | -------------------------------------------------------------------------------------------------- |
|                                                        | Bataillonsführer (Comandante di Battaglione)       | Major (Maggiore)                              | Bereichsleiter-Kreisleiter (Leader di Zona - Leader di Circondario)                                |
| con sovrapposto un piccolo Bastone di Asclepio         | Bataillonsarzt (Medico di Battaglione)             | Hauptmann (Capitano)                          | Obergemeinschaftsleiter-Ortsgruppenleiter (Leader di Comunità Superiore - Leader di Gruppo Locale) |
|                                                        | Kompanieführer (Comandante di Compagnia)           | Hauptmann (Capitano)                          | Obergemeinschaftsleiter-Ortsgruppenleiter (Leader di Comunità Superiore - Leader di Gruppo Locale) |
|                                                        | Zugführer (Comandante di Plotone)                  | Oberleutnant (Tenente)                        | Obereinsatzleiter-Zellenleiter (Leader delle Operazioni Superiori - Leader di Cella (Rione))       |
| con sovrapposto un piccolo Bastone di Asclepio         | Sanitätsdienstgrad (Aiutante di Sanità di Plotone) | Feldwebel (Sergente Maggiore)                 | Bereitschaftsleiter-Blockleiter (Leader della Celere - Leader di Isolato)                          |
|                                                        | Gruppenführer (Comandante di Squadra)              | Feldwebel (Sergente Maggiore)                 | Bereitschaftsleiter-Blockleiter (Leader della Celere - Leader di Isolato)                          |
|                                                        | Volkssturmmann (Milite delle DVSWH)                | Grenadier (Soldato)                           | Anwärter (Candidato-Membro)                                                                        |

L'uniforme del Volkssturm doveva essere grigia, con le mostrine dei gradi cucite sul bavero del colletto e un bracciale di color rosso/nero/rosso con l'iscrizione "Deutscher Volkssturm Wehrmacht" con due aquile naziste ai lati della suddetta iscrizione: era il Volkssturm Armband, portato sul braccio sinistro. Tuttavia, come mostrato dalle foto conservate nei vari archivi o pubblicate sui vari testi, la penuria di materiali costrinse l'adozione degli indumenti più vari - se non addirittura l'uso di abiti civili e del solo bracciale.
Le armi usate dalla milizia erano molto eterogenee; armi confiscate a vari eserciti o comunque materiale di recupero. Molto diffuso presso il Volkssturm era il Panzerfaust, un'arma anticarro a singolo utilizzo, dalla notevole efficacia ma dalla ridotta gittata. Spesso questo costituiva l'unica arma del Volkssturm: l'intensificarsi dei combattimenti urbani ne amplificò di molto le capacità e l'efficienza. Questi miliziani saranno infatti tra i maggiori artefici della distruzione di carri armati durante l'avanzata dell'Armata Rossa in territorio tedesco, in alcuni casi anche rispetto agli stessi Panzer e PaK ormai presenti in numero molto ridotto. Oltre al Panzerfaust, l'arma principale dei miliziani era il comune fucile.
Inizialmente il Volkssturm venne dotato del fucile Mauser Karabiner 98k a ripetizione manuale, il fucile standard della Wehrmacht, ma quando questi vennero ceduti sempre in più grandi numeri alle truppe regolari i miliziani furono dotati dei Mauser Gewehr 98, Gewehr 1888 e l'antico Mauser 1871, gli antenati dei 98k che avevano prestato servizio durante la prima guerra mondiale e durante il secolo precedente. Oltre a fucili obsoleti di vecchia data, il Volkssturm venne dotato di svariatissimi tipi di armi confiscate a vari eserciti durante la guerra, nonché armi esplosive, da fuoco, bianche e contundenti assolutamente improvvisate. Modeste quantità di fucili Carcano Mod. 91, Mannlicher M95 e Lebel Modèle 1886 furono distribuiti al Volkssturm e spesso con munizioni insufficienti. Verso la fine della guerra, terminata cinque mesi dopo l'istituzione della Volkssturm, furono sviluppate varie armi sotto il nome di "Volksgewehr" appositamente per questa milizia. Si trattava di armi semplici ed economiche, concepite per poter essere prodotte in massa. Tra queste vi erano: la Volkspistole, il Volksgewehr 1-2 (VG 1/2 o VG 1-2), il Gustloff Volkssturmgewehr 1-5 (VStG 1/5 o VG 1-5), l'MP 3008.

## Le leve e il disimpegno

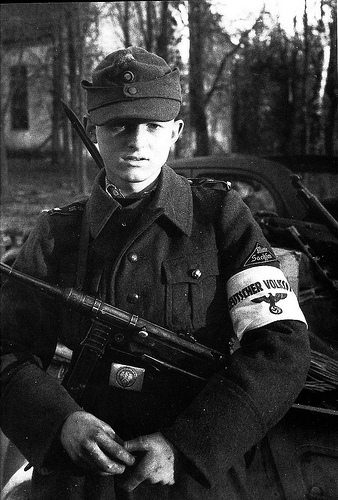
Sedicenne della Volkssturm dotato di MP 40

I membri del Volkssturm erano principalmente anziani e adolescenti. Altri erano di età idonea al servizio militare, ma che svolgevano impieghi che erano considerati vitali per la sopravvivenza della società e per il sostentamento della macchina bellica tedesca e che quindi non erano stati reclutati in precedenza nella Wehrmacht. Altri ancora erano invalidi.
La Volkssturm prevedeva quattro leve:
- Prima leva: la seconda più numerosa (1,2 milioni di uomini in totale) e meglio armata, costituita ufficialmente da uomini nati tra il 1884 e il 1924, era in pratica costituita da uomini tra i 50 e i 61 anni, poiché gli uomini di età inferiore erano già stati chiamati in servizio da tempo. Un fattore positivo era che questi uomini avevano quasi tutti già prestato servizio durante la prima guerra mondiale ed erano quindi già veterani esperti. Questa leva fu dotata di uniformi e di armi in numeri e qualità eguali a quelle della Wehrmacht e veniva mobilitata quando al nemico mancavano dalle sei alle otto settimane per raggiungere la provincia minacciata (in tedesco Landkreis, letteralmente circondario rurale), e i battaglioni della prima leva venivano spesso spediti molto lontani dalla propria regione a combattere assieme alla fanteria al fronte. Difatti, le unità più efficienti del Volkssturm della prima leva venivano inglobate nelle unità di fanteria al fronte come unità di supporto, pur rimanendo Volkssturm. I miliziani di questa leva provenienti dal Sauerland, un Landkreis collinare scarsamente popolato nella zona sud-orientale della Vestfalia, si distinsero a tal punto da divenire una vera e propria élite del Volkssturm e combatterono a fianco della fanteria regolare sul fronte occidentale col nome di Freikorps Sauerland.
- Seconda leva: la più numerosa (2,8 milioni di elementi in totale). La seconda leva veniva mobilitata quando il nemico si trovava a due o tre giorni dalla zona minacciata. Costituita da uomini tra i 25 e 50 anni di età, che erano stati fino ad allora considerati vitali per la sopravvivenza della società e per il sostentamento della macchina bellica tedesca e che quindi non erano stati reclutati in precedenza nella Wehrmacht e nella prima leva del Volkssturm; prima di essere richiamati a servizio svolgevano impieghi come operai, artigiani, addetti ai trasporti, burocrati, agricoltori, pompieri e negozianti con capacità particolari, ma soprattutto operai e macchinisti specializzati delle fabbriche di armi e altro materiale vitale. A questi si aggiungevano gli invalidi lievi, numerosi anziani, nonché elementi che sarebbero dovuti entrare in servizio nella prima leva ma che non erano stati considerati idonei. Questa leva riceveva l'armamento il giorno prima del previsto attacco nemico, rendendo qualsiasi forma di addestramento impossibile.
- Terza leva: chiamata a servizio il giorno stesso della presenza del nemico nella provincia. Questa leva non aveva alcuna speranza di ricevere qualsivoglia uniforme o addestramento, a eccezione del Volkssturm Armband. Questa leva era costituita da "uomini" nati fra il 1925 e il 1928, quindi quasi unicamente da adolescenti che non erano ancora stati reclutati nella Wehrmacht e che con tutte le probabilità facevano ancora parte della Gioventù hitleriana e delle forze ausiliarie. La grande percentuale di questa leva era formata da sedicenni, ovvero da adolescenti dell'annata 1928, in quanto i ragazzi delle annate 1927, 1926 e 1925 erano con tutte le probabilità già stati chiamati in servizio nella Wehrmacht. Vennero ufficiosamente reclutati adolescenti nati nel 1929. Una gran parte delle unità di questa leva non era neppure armata, a eccezione di qualche Panzerfaust, e facevano appena in tempo a tentare di difendere i propri quartieri e i propri appartamenti, spesso con armi inefficaci e improvvisate.
- Quarta leva: costituita da bambini sotto i 15 anni, anziani sopra i 61 e invalidi gravi. Questa leva non veniva dotata di nulla, a eccezione del Volkssturm Armband e di qualche arma obsoleta, spesso scarica. Si pretendeva che questa leva si armasse da sé.[senza fonte]

## Membri celebri
- Otto Dix, pittore;
- Gerhart Drabsch, scrittore, morto sul fronte orientale;
- Martin Heidegger, filosofo;
- Hans Modrow, uomo politico, penultimo Primo Ministro della Germania Est, caduto prigioniero sul fronte orientale;
- Ernst Tiburzy, Bataillonsführer, ricevette la Croce di Cavaliere della Croce di Ferro per aver distrutto cinque T-34 durante la battaglia di Königsberg;
- Gustav Anton von Wietersheim, generale, veterano della prima guerra mondiale e della battaglia di Stalingrado, esonerato per inadempienze e disfattismo.

## Galleria d'immagini

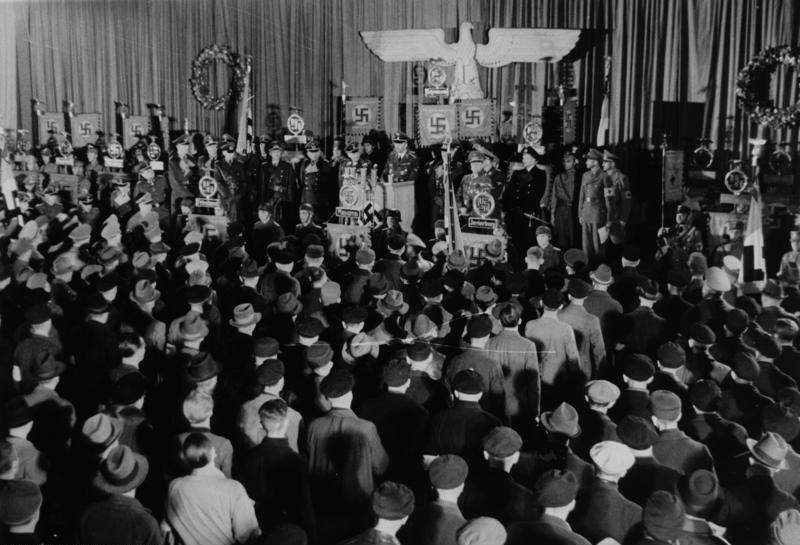
Annuncio della costituzione del Volkssturm
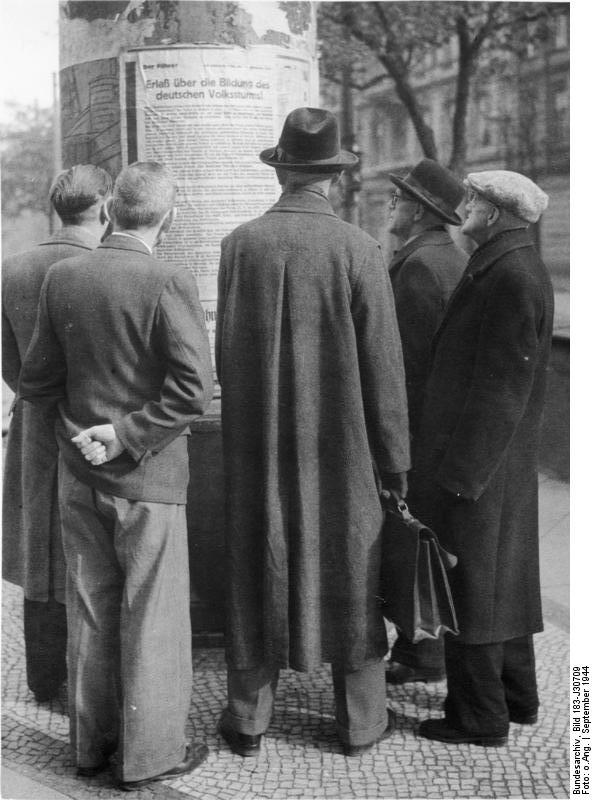
Il bando
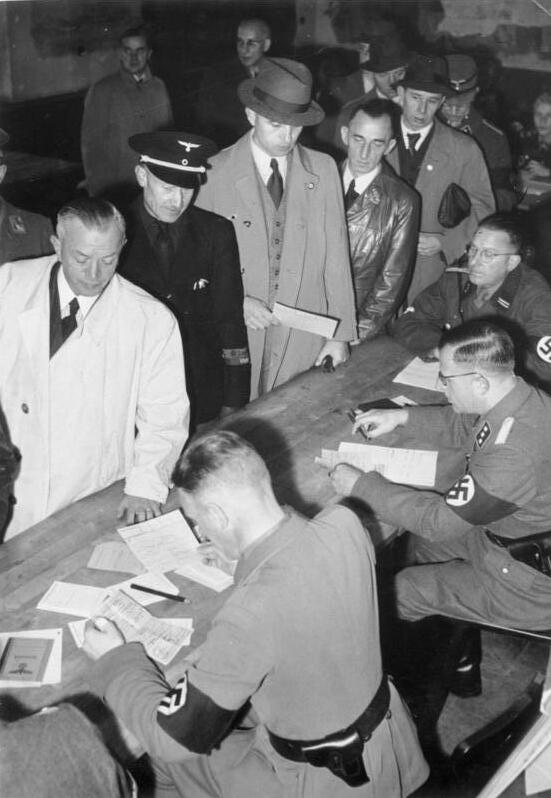
Arruolamento
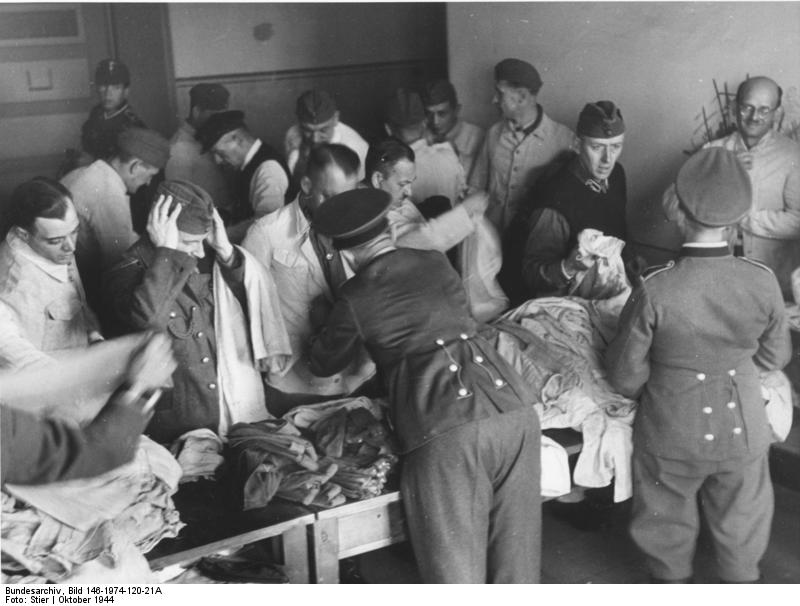
Vestizione
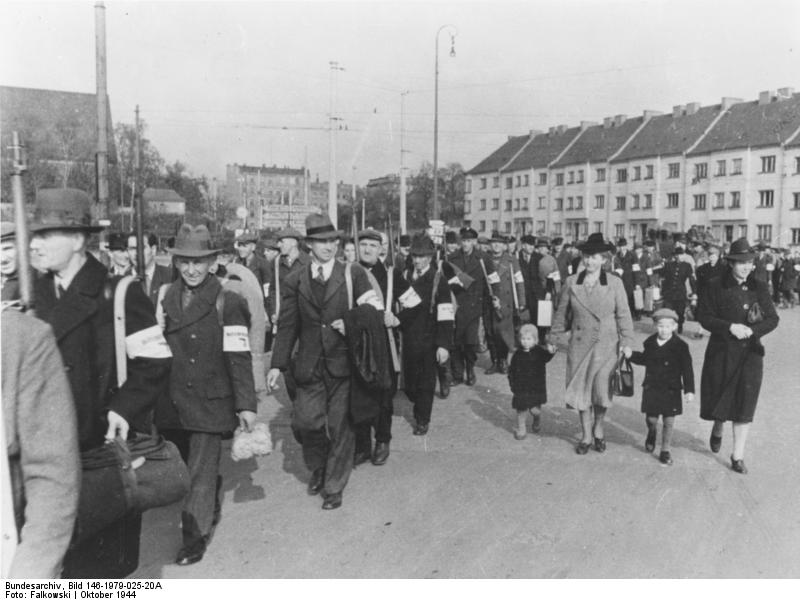
Marcia
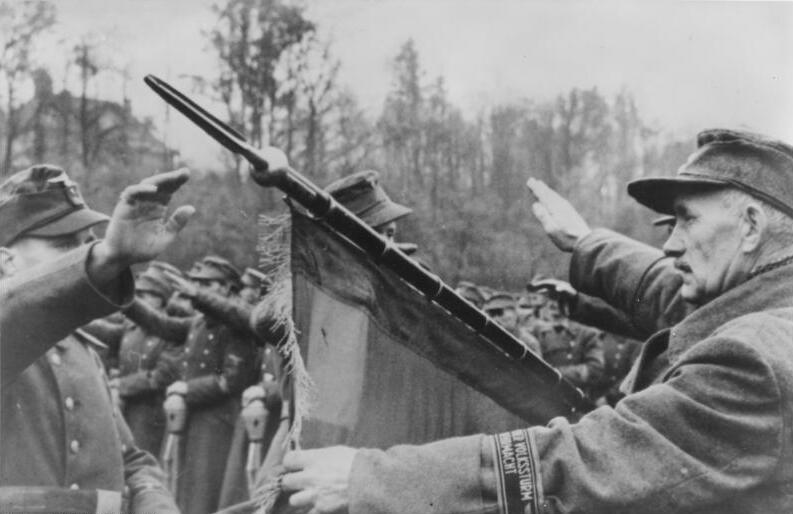
Giuramento
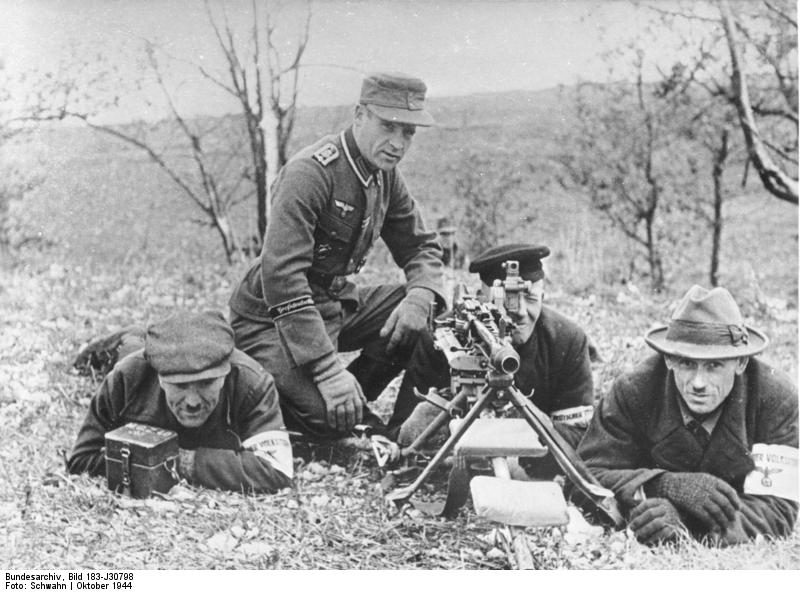
Addestramento
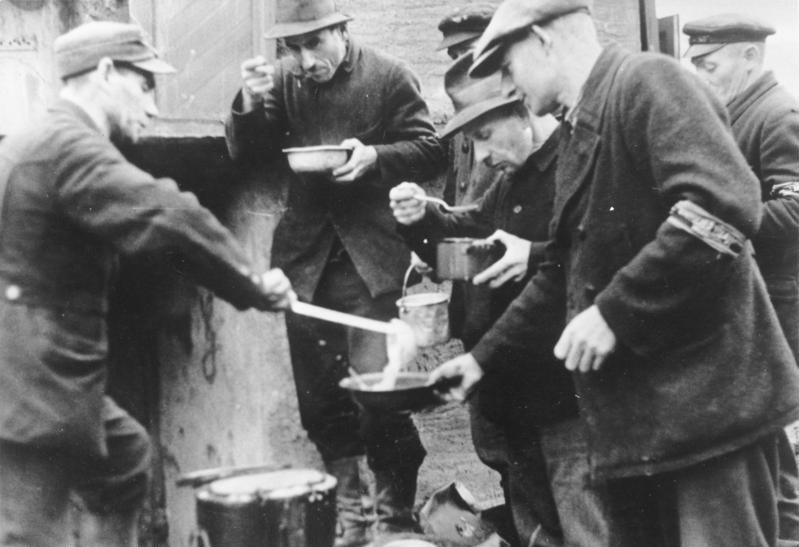
Rancio
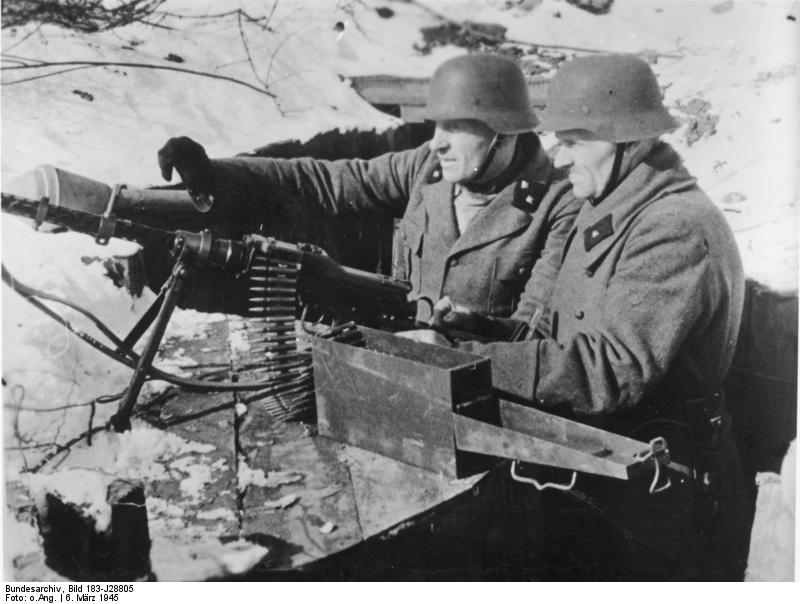
Al fronte (Prussia orientale - Marzo 1945)
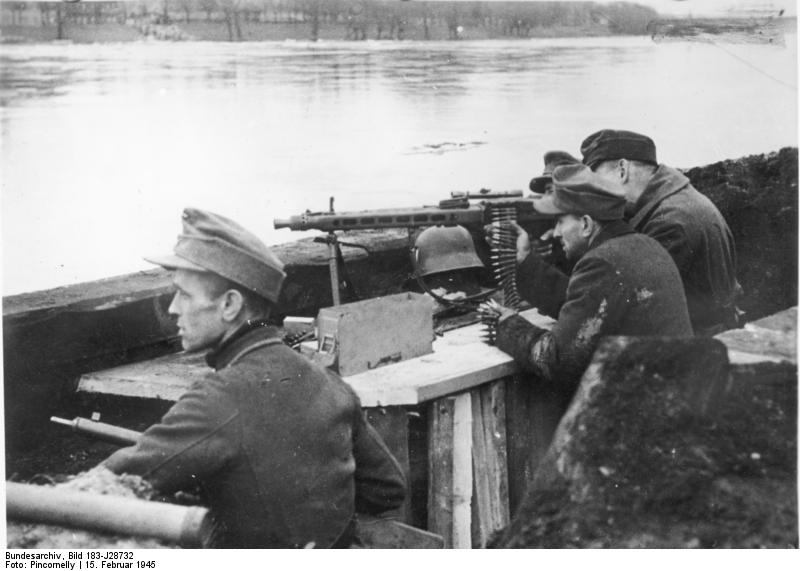
Al fronte (Riva dell'Oder - Marzo 1945)
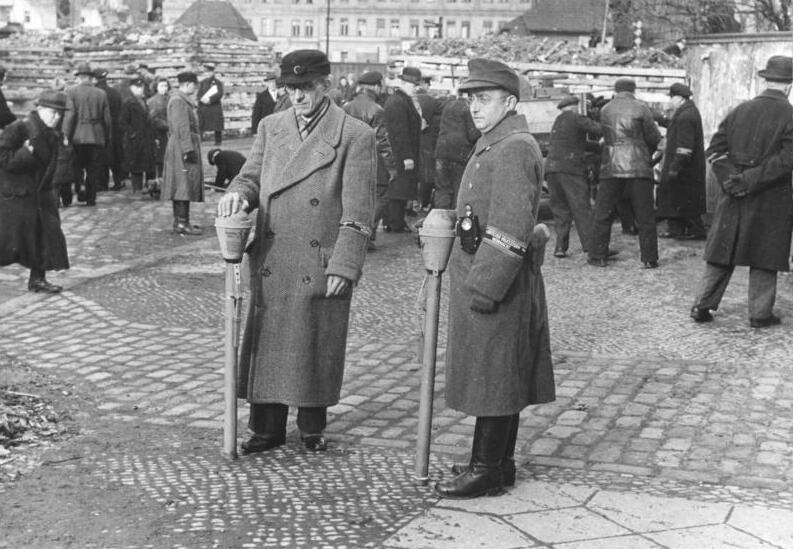
A Berlino, di vigilanza durante la costruzione di una linea difensiva - Marzo 1945)